# Медаља на успомену на 1. април 1893. године
Медаља на успомену на 1. април 1893. године дворско је одликовање које је установљено поводом преузимања пуне краљевске власти. Успостављена указом краља Александра Обреновића

## Историјат
Због изгубљеног рата с Бугарима 1885-1886. године, пада напредњачке владе и доласка радикала на власт сљедеће године те породичних скандала: раставе с краљицом Наталијом 1888. године и везе с Артемизом Христић, супругом Милана Христића, секретара посланства Краљевине Србије у Цариграду, углед краља Милана I Обрeновића био је озбиљно нарушен. Зато је краљ Милан сазвао Уставотворну скупштину, која је 22. децембра 1888, (3. јануара 1889.) године донијела нови Устав.
Доношење новог Устава учврстило је краљев ауторитет, али је успркос тому, 22. фебруара (6. марта) 1889. краљ Милан абдицирао у корист свог сина Александра. Тај је потез планирао већ дуже вријеме; у њему је било театралности и помпозности, али и лукаве прорачунаности. Надао се, наиме, да ће након његова одласка у Србији настати хаос, који ће искористити за свој тријумфални повратак на политичку сцену, у облику спаситеља с диктаторским овластима. Са друге стране, абдикацијом је мислио ријешити своје големе новчане дугове. Од Аустрије је на одласку заиста добио 700.000 франака, али му та свота није покрила сва дуговања. Напосљетку, један од разлога за абдикацију била је и романтична веза с грађанком Артемизом Христић. Прије одласка, краљ Милан је одредио трочлано намјесништво за свог малољетног сина Александра: либерала Јована Ристића, генерала Косту Протића и генерала Јована Белимарковића. Протић је био лични пријатељ краља Милана, а Ристић и Белимарковић били су стари обреновићевци. Краљ Милан је процијенио да намјесништво неће попуштати ни влади Радикалне странке ни утјецају краљице мајке Наталије и да ће дјеловати у складу с његовим жељама. Међутим, свађе међу родитељима малољетног краља Александра разбуктале су се особито након Миланове абдикације. У њу су били увучени не само Скупштина, влада и народ Србије него и европске силе. Године 1891. Милан је био спреман прекинути свађу и напустити земљу под два услова: први, да му се исплати отпремнина за подмиривање његових новчаних обвеза, и други, да земљу напусти и краљица Наталија, милом или силом. Након склапања
споразума с владом 30. марта (11. априла) 1891., Милан је отишао из Србије. Краљица Наталија није била склона добровољном одласку из Србије, па је доживјела спектакуларно избацивање, уз масовне демонстрације, уличне сукобе, интервенцију војске и крвопролиће (6/7. маја 1891. према јулијанском календару).
Борба са краљевим родитељима зближила је либерала Ристића с радикалним министрима. Чим је та борба свршена било је јасно да ће међу њима избити сукоб. Повод за сукоб искрснуо је у јуну 1892. године, када је изненада умро други намјесник генерал Коста Протић. Према Уставу, новог намјесника бирала је Скупштина. Будући да су радикали имали већину у Скупштини, нови намјесник могао је бити само радикал. Ристић је био свјестан чињенице да ће у намјесништво доћи припадник Радикалне странке, али је гледао да то буде личност с којом ће моћи радити. Међутим, главни кандидат за намјесништво био је предсједник владе радикал Никола Пашић, његов најопаснији политички противник. Ристић је одбио Пашићеву кандидатуру, изнудио оставку радикалне владе, и 9. (21.) августа 1892. саставио нову владу из редова либералне опозиције, иако су либерали чинили мањину у Скупштини. Предсједник нове владе и министар спољних послова био је Јован Авакумовић.
На изборима за Народну скупштину, 25. фебруара (9. марта) 1893. године, радикали су добили више гласова од либерала, али не и више мандата у Скупштини. У пат позицији, након што су радикали демонстративно напустили Скупштину, незадовољни неправилностима у њезину раду. Ристић и либерали понијели су се слично напредњачкој влади краља Милана 1882. године. Наставили су са Скупштином без кворума и умјесто три изабрана радикална посланика у пиротском округу, одредили три либерална кандидата који су на изборима добили мањи број гласова. Било је то грубо кршење закона, а није битно помогло либералима. Либерали су у Скупштини добили већину од само четири гласа и нису могли очекивати миран рад. У крњем намјесништву продубио се јаз; Ристић је хтио Антонија Богићевића за трећег намјесника, а Белимарковић је хтио Јована Авакумовића. Либерали су својим понашањем запали у опасну усамљеност. Нико у земљи није био за њих.
У таквим је околностима, 1. (13.) априла 1893. краљ Александар, којему је до пунољетства недостајало више од годину дана, збацио намјесништво и либералну владу и преузео власт у своје руке. Државни удар брижљиво је испланиран. Тога дана позвао је краљ Александар намјеснике и министре на вечеру. Док су они били на двору, краљ је с војском заузео министарство спољних и унутрашњих послова, управу града и телеграф. Куће намјесника и министара опкољене су војском, а командант дунавске дивизије и командант жандармерије смијењени су. Двор је био препун војника лојалних краљу. Током вечере, када је добио знак да све иде према плану, краљ Александар је захвалио намјесницима и министрима на дотадашњем раду и објавио да преузима власт у своје руке и замолио намјеснике и министре да дају оставке. Након тога је напустио дворану. Војска је с упереним оружјем бранила излаз министрима и намјесницима, а мајор Илија Ћирић пожуривао их је да потпишу своје оставке. Ристић је знао да би потписивањем оставке легализовао државни удар и достојанствено је одбио захтјев. С њим су се солидарисали и други, па су провели ноћ у двору као заробљеници. Дотле је формирана нова влада на челу са Александровим васпитачем Лазаром Докићем, доктором медицине и професором на Великој школи.
Првог (13.) априла 1893. догодио се војно-дворски пуч, један од онаквих какви су се догађали у Русији 18. вијеку. Притом је употребљен само један коњички пук, артиљеријска подофицирска школа и незнатан број гардиста и жандара. Краљева гарда као цјелина није судјеловала у пучу, а ни питомци Војне академије. Официри који су водили пуч имали су највише чин мајора. Премда су савременици догађаја тумачили да је пуч дјело младог Александра, многе чињенице говоре у прилог тези да је у њему учествовао и његов отац Милан. Тешко је претпоставити да би један младић просјечних способности могао у седамнаестој години прецизно испланирати тако опасну акцију као што је државни удар. Са друге стране, познато је да се прије 1. (13.) априла др. Лазар Докић састао с Миланом у Трсту, гдје је вјеројатно добио план пуча и детаљне инструкције. Са планирањем државног удара били су упознати истакнути радикали, али и напредњаци попут Илије Гарашанина. Присталице из редова војске мудро су одабране међу подофицирима и нижим официрима, особама чије су каријере тек почињале и које су због тога биле захвалне новоустоличеном краљу. Као што су из уроте искључени високи официри и други родови војске, тако је вјешто избјегнута употреба краљеве гарде; све из страха од могућег утицаја на даљу судбину краља Александра. Завјереничка мрежаи Србије. Завјереничка мрежа се почела плести неколико мјесеци прије пуча. Докићева влада распустила је одмах либералну скупштину. На новим изборима, одржаним 18. (30) маја 1893. либерали нису истицали кандидате. Радикали су добили више од 88% гласова и заузели готово сва посланичка мјеста; десетак мјеста у Скупштини добили су напредњаци као опозиција.

## Опис
Медаља је установљена Законом од 9. (21.) августа 1893. године ос стране краља Александара: „У спомен на први април 1893. године, кога смо дана примили власт у своје руке, а на основу чл. 5. закона о орденима и медаљама – установљавамо нарочиту медаљу”. Медаљу је израдио бечки медаљерски мајстор Антон Шарф (Anton Scharff). У законском је тексту лицем проглашена је неугледна страна ове медаље: у средини је датум у четири реда: 1./ АПРИЛ / 1893/ ГОД. окружен ловоровим вијенцем. Уоколо, уз руб. стоји натпис: /ОД ДАНАШЊЕГ ДАНА СТУПА УСТАВУ СВОЈУ ПОТПУНУ СИЛУ И ВАЖНОСТ. На наличју је краљево попрсје у лијевом профилу, с младеначком брадом и брковима и кратко подшишаном косом. Краљ носи официрску униформуу са одликовањима на прсима. Около, уз руб медаље, је натпис: АЛЕКСАНДАР I КРАЉ СРБИЈЕ. Испод Александрова попрсја налази се ситна сигнатура: А. СЦХАРФФ. Медаља се носила на лијевој страни прса, на троугластој траци бијеле боје, с паром плавих и црвених пруга према рубу. Плаве и црвене пруге широке су 4 мм. Медаљу су могли добити само краљ, министри од 1. (13.) априла 1893. године и чланови Народне скупштине, пред којом је Александар Обреновић полагао 4. (16.) јуна 1893. уставну краљевску заклетву. Постоје сачувани примјерци позлаћених медаља и медаља од сребра. Законски текст описује медаљу као златну. али то не обвезује радионицу на израду медаља од правог злата. Међутим, сребрна медаља, односно двије класе медаља не спомињу се у законском тексту, тако да остаје питање коме су се дођељивале позлаћене, а коме сребрне медаље. Највјеројатније је да су министри добивали позлаћене, а чланови Народне скупштине сребрне медаље.

## Добитници
- Прота Милан Ђурић, српски православни свештеник и народни посланик